# Pennisetum lanatum
Pennisetum lanatum là một loài thực vật có hoa trong họ Hòa thảo. Loài này được Klotzsch mô tả khoa học đầu tiên năm 1862.